# Liste der Baudenkmale in Bardowick
In der Liste der Baudenkmale in Bardowick sind die Baudenkmale der niedersächsischen Gemeinde Bardowick und ihrer Ortsteile aufgelistet. Der Stand der Liste ist der 20. Januar 2023. Die Quelle der Baudenkmale ist der Denkmalatlas Niedersachsen.

## Allgemein
In den Spalten befinden sich folgende Informationen:
- Lage: die Adresse des Baudenkmales und die geographischen Koordinaten. Kartenansicht, um Koordinaten zu setzen. In der Kartenansicht sind Baudenkmale ohne Koordinaten mit einem roten Marker dargestellt und können in der Karte gesetzt werden. Baudenkmale ohne Bild sind mit einem blauen Marker gekennzeichnet, Baudenkmale mit Bild mit einem grünen Marker.
- Bezeichnung: Bezeichnung des Baudenkmales
- Beschreibung: die Beschreibung des Baudenkmales. Unter § 3 Abs. 2 NDSchG werden Einzeldenkmale und unter § 3 Abs. 3 NDSchG Gruppen baulicher Anlagen und deren Bestandteile ausgewiesen.
- ID: die Objekt-ID des Baudenkmales
- Bild: ein Bild des Baudenkmales, ggf. zusätzlich mit einem Link zu weiteren Fotos des Baudenkmals im Medienarchiv Wikimedia Commons. Wenn man auf das Kamerasymbol klickt, können Fotos zu Baudenkmalen aus dieser Liste hochgeladen werden:

## Bardowick

### Gruppe: Hinterm Dom 3
Die Gruppe hat die ID: 34325439. Auf der Hofanlage stehen ein zweigeschossiges Wohnhaus und eine Scheune aus Fachwerk. Die Scheune steht direkt an der Straße, das Wohnhaus ist zurückgesetzt und wird durch einen Stichweg erschlossen. errichtet Ende 18. / Anfang 19. Jh.

| Lage                                      | Bezeichnung | Beschreibung | ID       | Bild |
| ----------------------------------------- | ----------- | --- | -------- | ---- |
| Hinterm Dom 3 53° 18′ 0″ N, 10° 23′ 26″ O | Wohnhaus    | Zweigeschossiger Fachwerkbau in Stockwerksbauweise unter Halbwalmdach in Pfannendeckung. Errichtet ca. 1800. – Beide Giebelseiten ca. 1920 in Backstein nachträglich ersetzt. | 28801991 |      |
| Hinterm Dom 3 53° 18′ 0″ N, 10° 23′ 25″ O | Scheune     | Fachwerkbau mit Backsteinausfachung unter Walmdach in Pfannendeckung. Errichtet Ende 18. Jh.                                                                                  | 28801972 | BW   |

### Gruppe: Gut Vrestorf
Die Gruppe hat die ID: 34325612. Herrenhaus steht quer gelagert im Zentrum der H-förmigem Anlage. Nördlich und südlich vom Herrenhaus parallel in zwei Reihen angeordneten Wirtschaftsgebäude begrenzen einen Wirtschaftshof. Schnitterhaus und Speicher, Kuhstall und Pächterwohnhaus; Heu- und Kornscheune, Pferde- und Schweinestall.

| Lage                         | Bezeichnung     | Beschreibung | ID       | Bild |
| ---------------------------- | --------------- | --- | -------- | ---- |
| 53° 17′ 33″ N, 10° 24′ 32″ O | Herrenhaus      | Breit gelagerter zweigeschossiger Fachwerkbau mit vertikaler Verbretterung auf verputztem Kellersockel unter Halbwalmdach in Ziegelpfannendeckung, offener Dachreiter mit Uhr und Glocke. Einfacher symmetrischer Fassadenaufriss von neun Achsen. Mittiger Eingang mit vorgelegter Treppe. Errichtet etwa 1830. Südlich niedriger Anbau mit ausgebautem Mansarddach. | 28801618 | BW   |
| 53° 17′ 34″ N, 10° 24′ 28″ O | Schnitterhaus   | Kleiner traufständiger eingeschossiger Fachwerkbau mit Backsteinausfachung unter Halbwalmdach in Hohlpfannendeckung. Nördlich davon kleiner Stall. Errichtet ca. 1830. | 28800992 | BW   |
| 53° 17′ 34″ N, 10° 24′ 31″ O | Stall           | Fachwerkbau mit Backsteinausfachung in Vierständerkonstruktion unter Halbwalmdach in Hohlpfannendeckung. Ostgiebel verbrettert. Errichtet ca. 1830. Nachträglich Einbau einer Längsdurchfahrt. | 28801047 | BW   |
| 53° 17′ 35″ N, 10° 24′ 33″ O | Stall           | Langgestreckter, traufständiger Backsteinbau unter ziegelgedecktem Krüppelwalmdach mit Uhlenlöchern. Auf Südseite mittiger Aufzugsgiebel sowie zwei seitliche Schleppgauben. Errichtet 1898. | 28800954 | BW   |
| 53° 17′ 34″ N, 10° 24′ 35″ O | Heuscheune      | Langgestreckter Fachwerkbau mit Backsteinausfachung unter Krüppelwalmdach in Hohlpfannendeckung. Verbretterung. Angebauter Wagenschauer. Errichtet ca. 1830. | 28800934 | BW   |
| 53° 17′ 34″ N, 10° 24′ 38″ O | Stall           | Langgestreckter, traufständiger Fachwerkbau mit Backsteinausfachung unter Walmdach in Hohlpfannendeckung. Stalltor auf Westseite. Auf Südseite mittiger Aufzugsgiebel. Errichtet ca. 1830. | 28800973 | BW   |
| 53° 17′ 33″ N, 10° 24′ 36″ O | Kornscheune     | Langgestreckter Fachwerkbau mit Backsteinausfachung in Vierständerkonstruktion unter Halbwalmdach in Hohlpfannendeckung. Längsdurchfahrt außermittig. Errichtet ca. 1830. | 28800915 | BW   |
| 53° 17′ 32″ N, 10° 24′ 30″ O | Pächterwohnhaus | Traufständiger, eingeschossiger Fachwerkbau unter Satteldach in Hohlpfannendeckung. Auf Nordseite mittige Schleppgaube über Eingang. Errichtet ca. 1830. Im Westen angebauter giebelständiger Backsteinbau. Errichtet 1898. | 28801028 | BW   |
| 53° 17′ 32″ N, 10° 24′ 29″ O | Speicher        | Eingeschossiger Fachwerkbau mit Backsteinausfachung unter hohem ziegelgedecktem Krüppelwalmdach mit zwei Speicherböden. Tore und Aufzugslucken auf der Ostseite. Errichtet ca. 1830. | 28801009 | BW   |

### Gruppe: Schleusenanlage Bardowick
Die Gruppe hat die ID: 34325423. Schleusenanlage der Ilmenau. Inselartige Anlage mit Kammerschleuse im Westen, dem Nadelwehr in Umflut im Südosten und dem zwischen ihnen liegenden Schleusenwärterhaus. Errichtet 1933/34.

| Lage                                         | Bezeichnung         | Beschreibung | ID       | Bild |
| -------------------------------------------- | ------------------- | --- | -------- | ---- |
| An der Ilmenau 6 53° 17′ 29″ N, 10° 24′ 4″ O | Schleuse            | Kammerschleuse mit hölzernen Stemmtoren, Kammerwände aus Stahlspundwänden. Errichtet 1933/34.                         | 28801942 |      |
| An der Ilmenau 6 53° 17′ 29″ N, 10° 24′ 5″ O | Schleusenwärterhaus | Eingeschossiger verputzter Backsteinbau über Backsteinsockel unter Satteldach in Ziegeldeckung. Errichtet 1933/34.    | 28801928 | BW   |
| An der Ilmenau 6 53° 17′ 26″ N, 10° 24′ 6″ O | Nadelwehr           | Nadelwehr in der Ilmenau in der Umflut der Schleusenanlage. Nadelböcke aus Eisen, Nadeln aus Holz. Errichtet 1933/34. | 28801957 | BW   |

### Gruppe: Leproserie St. Nikolaihof
| Lage                                                | Bezeichnung               | Beschreibung | ID       | Bild           |
| --------------------------------------------------- | ------------------------- | --- | -------- | -------------- |
| St. Nikolaihof 53° 17′ 30″ N, 10° 23′ 47″ O         | St. Nikolai               | Saalkirche aus Backstein mit Westturm und 5/10-Chorschluss unter Satteldach in Hohlpfannendeckung. Turm über quadratischen Grundriss unter Turmhelmen in Biberschwanzdeckung. Im Süden Sakristei mit darüber liegender Orgelempore unter Pultdach. Im Norden Frauenkapelle unter Satteldach. Langhaus- und Chorwände mit drei- bzw. zweibahnigen Maßwerkfenstern und Strebepfeilern. Eingang im Westen. Bauphasen: 1310-1435 untere Wandzonen, Westwand mit Eingangsportal, Sakristei, Frauenkapelle vom ersten Kapellenbau erhalten. 1421/1422 Glockenturm. 1435 grundlegende Erneuerung des Saals unter Verwendung von Teilen des Vorgängerdachstuhls. 1445 Orgelempore auf Sakristei aufgestockt. Im 16. Jh. Einbau neuer Orgelempore im Westen. – Ausstattung: Kruzifix 14. Jh., Glasmalerei 16. Jh., Orgel von 1660 in modernem Gehäuse u.a. | 28801693 | Weitere Bilder |
| St. Nikolaihof 19 53° 17′ 30″ N, 10° 23′ 44″ O      | Provisorat                | Zweigeschossiger Fachwerkbau mit Backsteinausfachung unter Walm-Halbwalm-Dach in Hohlpfannendeckung. Wohnteil im Süden, Wirtschaftsteil im Norden, Anbauten im Osten. Gegen 1559(d) errichtet; 1650 Gründungsmauern, Giebel und Erker des Wohnteils erneuert; 1817 dem Wohnteil eine Westmauer aus Backstein vorgeblendet, weitere Überformungen vorhanden. | 28801731 | BW             |
| St. Nikolaihof 19 53° 17′ 31″ N, 10° 23′ 49″ O      | Abort                     | Dreisitziges Toilettenhäuschen in Fachwerk mit Ziegelausfachung unter ziegelgedecktem Pultdach. Errichtet 1726(i). Unterirdische Fäkaliengrube. Errichtet 1872. | 28802694 | BW             |
| St. Nikolaihof 19a 53° 17′ 32″ N, 10° 23′ 46″ O     | Pastorat / Organistenhaus | Zweigeschossiger traufständiger ehemaliger Stall mit massivem EG und Fachwerkobergeschoss unter Satteldach in Hohlpfannendeckung. Errichtet 1591 (i). Daran im rechten Winkel anschließend Verbindungsbau und zweigeschossiger Fachwerkbau mit Backsteinausfachungen und auf Knaggen aufgesetztem auskragenden OG unter Satteldach in roter Hohlpfannendeckung, das ehemalige Pastorat. Errichtet 1672 (i). | 28801752 | BW             |
| St. Nikolaihof 19b / c 53° 17′ 31″ N, 10° 23′ 47″ O | Wohnhaus                  | Eingeschossiges Doppelwohnhaus aus Backstein unter Satteldach in Ziegeldeckung. Errichtet im 19. Jh. | 28801773 | BW             |
| St. Nikolaihof 19d 53° 17′ 30″ N, 10° 23′ 46″ O     | Wohnhaus                  | Eingeschossiger Backsteinbau unter Satteldach in Ziegeldeckung. Errichtet im 19. Jh. | 28801792 | BW             |
| St. Nikolaihof 19e 53° 17′ 30″ N, 10° 23′ 48″ O     | Frauenhaus                | Traufseitiger, eingeschossiger, breit gelagerter Backsteinbau unter Walmdach in Hohlpfannendeckung. Erhöhter Eingang nahezu in Mitte der Langseite. Im Inneren breiter Längsflur mit Räumen zu beiden Seiten. Laut schriftlicher Quellen über Kellergeschoss des 1421 erstmals erwähnten Vorgängerbaus 1721/1722 errichtet. | 28801808 | Weitere Bilder |
| St. Nikolaihof 19f 53° 17′ 29″ N, 10° 23′ 48″ O     | Neues Männerhaus          | Eingeschossiger Fachwerkbau mit Backsteinausfachung auf von Osten ansteigendem Kellergeschoss aus Backstein unter Walmdach in Hohlpfannendeckung. An Süd- und Ostseite von Strebepfeilern gestützt. Eingang von Westseite. Im Inneren breiter Längsflur mit Räumen zu beiden Seiten. DG mit Aufzugslucke und Dachgauben. Errichtet gegen 1802 (d). | 28801829 | Weitere Bilder |
| St. Nikolaihof 19g / h 53° 17′ 29″ N, 10° 23′ 48″ O | Altes Männerhaus          | Eingeschossiger Backsteinbau unter steilem einseitig halbgewalmtem Satteldach in roter Hohlpfannendeckung. Im Inneren durch eine Backsteinmauer ursprünglich in großen nördlichen und kleinen südlichen Saal unterteilt. Errichtet 1316/1317 (d). 1421 Unterteilung des nördlichen Saals mittels Wänden aus Fachwerk in einen mittigen Flur, der beidseitig Einzelräume erschließt. Vor 1550 Unterteilung südlicher Saals in großen Raum als gemeinsame Stube auf Ostseite und Raumgruppe. 1784/1785 (d) Küchenanbau an östlicher Traufseite als Fachwerkbau mit Backsteinausfachungen unter Halbwalmdach. Im 18. und 19. Jh. Reparaturmaßnahmen u.a. Abfangung der kippenden Süd- und Ostwand durch Strebepfeiler, Zusammenlegung der Räume und Arbeiten am Dachstuhl.                                                                           | 28801850 | Weitere Bilder |
| St. Nikolaihof 19i / j 53° 17′ 29″ N, 10° 23′ 47″ O | Herrenpfründnerhaus       | Eingeschossiger Backsteinbau mit Erweiterungen aus Fachwerk mit Backsteinausfachung unter Walmdach in Hohlpfannendeckung. Im Inneren Hypokaustum erhalten. Kernbau vor 1500, Erweiterungen im 17. und 18. Jh. | 28801871 | Weitere Bilder |
| St. Nikolaihof 19k 53° 17′ 30″ N, 10° 23′ 46″ O     | Wohnhaus                  | Eingeschossiger Fachwerkbau mit Backsteinausfachung unter Satteldach in Ziegeldeckung. Errichtet im 18. Jh. | 28801892 | Weitere Bilder |

### Baudenkmal (Einzeln)
| Lage                                                 | Bezeichnung                 | Beschreibung | ID       | Bild           |
| ---------------------------------------------------- | --------------------------- | --- | -------- | -------------- |
| B 4, km 7,500 53° 18′ 43″ N, 10° 22′ 4″ O            | Meilenstein                 | | 28801657 |                |
| Beim Dom 53° 18′ 0″ N, 10° 23′ 23″ O                 | Dom St. Peter und Paul      | Die Missionszelle der ehemalige Stiftskirche wurde 1146 das erste Mal urkundlich erwähnt. Diese Kirche wurde 1189 beschädigt, von dieser Basilika sind nur noch Spolien vorhanden. Ende des 14. Jahrhunderts wurde der Dom erneuert. Der Hochaltar und die Predella sowie das Sakramentenhaus stammen aus der Zeit um 1405. | 28801599 | Weitere Bilder |
| Beim Dom 53° 17′ 59″ N, 10° 23′ 23″ O                | Kriegerdenkmal              | | 28801181 |                |
| Beim Dom 1 53° 17′ 58″ N, 10° 23′ 22″ O              | Wohnhaus                    | Zweigeschossiger Fachwerkbau in Stockwerkbauweise mit auskragendem Obergeschoss auf Balkenköpfen und Knaggen, geschwungene Fußstrebenpaare, Backsteinausfachungen teilweise in Ziersetzung unter Satteldach. Anfang 17. Jh. Verlängerung nach Süden. 1900(i). Traufständiger Teil im rechten Winkel angesetzt, eingeschossig mit Utlucht nach Westen unter Halbwalmdach. 1928(i). | 28801142 |                |
| Domstraße 3 53° 17′ 54″ N, 10° 23′ 31″ O             | Wohn-/ Wirtschaftsgebäude   | Giebelständiger, eingeschossiger Fachwerkbau mit Backsteinausfachung in Zweiständerbauweise, erhalten der Wirtschaftsteil unter Krüppelwalmdach in Reetdeckung. Errichtet ca. 1850. | 28801198 |                |
| Große Straße 28 53° 17′ 36″ N, 10° 23′ 41″ O         | Wohnhaus                    | Doppelhaus. Traufständiger, eingeschossiger Backsteinbau mit ausgebautem Drempel unter Satteldach in gemusterter Schieferdeckung. Über zwei traufseitigen Eingängen jeweils zweiachsige Zwerchhäuser aus Fachwerk. Dächer weit vorkragend mit ornamental geschnitztem Fluggespärre. Errichtet ca. 1910. | 28801217 |                |
| Große Straße 30 53° 17′ 35″ N, 10° 23′ 41″ O         | Wohn-/ Wirtschaftsgebäude   | Giebelständiger, eingeschossiger Fachwerkbau mit Backsteinausfachungen in Zweiständerbauweise unter Halbwalmdach in Reetdeckung. Walm am Wirtschaftsgiebel über kräftig profiliertem Knaggen vorkragend. Errichtet im 17. Jh. | 28801236 |                |
| Hamburger Landstraße 19 53° 17′ 27″ N, 10° 23′ 20″ O | Wohnhaus                    | Zweigeschossiger Backsteinbau mit verschränkten Volumina und Dächern in Strangfalzziegeldeckung. Giebel teilweise in Fachwerk, teilweise verbrettert. Zur Straße im Nordosten polygonaler Standerker und zurückliegender Haupteingang. Architekt Wilhelm Matthies, Bardowick. Erbaut 1905. | 28801255 |                |
| Hamburger Landstraße 62 53° 17′ 56″ N, 10° 22′ 56″ O | Wohn-/ Wirtschaftsgebäude   | Gebäudekomplex aus dunkelrotem Klinker mit Wohnhaus und im Norden über L-förmigen Grundriss angebautem Wirtschaftsteil. Wohnhaus zweigeschossige über hohem Kellergeschoss unter Walmdach in Ziegelpfannendeckung. An Südseite zwei halbrunde Altane mit dazwischenliegender, geschwungener Terrasse und Freitreppe. Über Eingang Reliefs und Bauinschrift. Wirtschaftsteil: zweigeschossiger Backsteinbau mit turmartigen Mittelrisalit unter flach geneigten Dächern mit Ziegelziersetzungen und Wappenschmuck. Wirtschaftsteil errichtet 1929(i), Wohnteil 1930(i). | 28802098 |                |
| Hinterm Dom 2a / b 53° 18′ 1″ N, 10° 23′ 25″ O       | Wohnhaus                    | Traufständiger, eingeschossiger Fachwerkbau mit ausgebautem Dachgeschoss unter Halbwalmdach in Pfannendeckung. Errichtet in erster Hälfte 19. Jh. Im Norden Schulgebäude als Quertrakt in Rohziegelbauweise unter Satteldach, Rundbogenfenster mit Formsteinrahmung. Errichtet 1866. | 28801274 |                |
| Im Grimm 1 53° 17′ 49″ N, 10° 23′ 7″ O               | Künstlerheim St. Lukas      | Stark gegliederter Bau mit unterschiedlichen Dachhöhen, -formen und -ausbauten in Ziegelpfannendeckung. Ursprünglich turmartiger Aufbau oberhalb des Eingangs. EG in Backstein, OG in Fachwerk mit hell verputzten Gefachen, teilweise verschalt. Zwei getrennte Wohnungen und zwei große Ateliers im OG. Im Süden Wintergartenanbau in Fachwerk. Architekt, Wilhelm Matthies, Bardowick. Erbaut 1898 (i). | 28801314 |                |
| Im Sande 1 53° 17′ 46″ N, 10° 23′ 27″ O              | Wohn-/ Wirtschaftsgebäude   | Giebelständiger, eingeschossiger Fachwerkbau mit Backsteinausfachung in Zweiständerbauweise unter Halbwalmdach ursprünglich in Reetdeckung. Bauinschrift oberhalb Toreinfahrt. Errichtet 1803(i). | 28801350 |                |
| Im Sande 53° 17′ 45″ N, 10° 23′ 30″ O                | Glockenturm St. Viti        | Glockenturm. Abgeböschter ca. 8 m hoher Fachwerkturm mit Backsteinausfachung auf ca. 80 cm hohem Kalksteinsockel. Zeltdach in Hohlpfannendeckung. Errichtet Mitte 18. Jh. Wetterfahne mit Jahreszahl 1885. | 28801332 |                |
| Kleine Brückenstraße 2 53° 18′ 2″ N, 10° 23′ 47″ O   | Wohn-/ Wirtschaftsgebäude   | Giebelständiger, eingeschossiger Fachwerkbau mit Backsteinausfachung auf Feldsteinsockel in Zweiständerbauweise unter Halbwalmdach in Reetdeckung. Uhlenloch mit ornamentierten Windbrettern. Giebeltrapez des Wohnteils mit Fußbänderpaaren, Walm über Knaggen leicht vorkragend. Bauinschrift über Eingang des nördlichen Wohnteils. Errichtet 1806(i). Fachwerkwände des Wohnteils im späten 19. Jh. erneuert. Wirtschaftsgiebel um 1900 in Backstein ersetzt und Abwalmung in Schieferdeckung. An Südseite späterer Eingangsvorbau.                                | 28801426 |                |
| Krugstraße 7 53° 18′ 11″ N, 10° 23′ 15″ O            | Alte Schmiede               | Giebelständiger, eingeschossiger Fachwerkbau mit Backsteinausfachung zum Teil in Ziersetzung in Zweiständerbauweise unter Halbwalmdach in Reetdeckung. Am Wirtschaftsgiebel Kopf- und Fußstrebenpaare. Uhlenloch mit ornamentierten Windbrettern. Bauinschrift auf dem Torsturz. Errichtet 1753(i). | 28801445 |                |
| Mühlenstraße 38 53° 18′ 8″ N, 10° 22′ 52″ O          | Windmühle                   | Die Windmühle Bardowick, auch bekannt als Meyer’s Windmühle, ist eine einstöckige Galerieholländerwindmühle. Die Höhe der Mühle bis zum First beträgt etwa 18 m. Der Ten-Have-Flügel hat einen Durchmesser von etwa 23,5 m. Er liefert bei einer Windstärke von 6–7 Bft circa 29 kW, wobei die Geschwindigkeit der Flügelspitzen ungefähr 70–80 km/h beträgt. Erbaut 1813, restauriert 1994/95. Die Windmühle ist Teil der Niedersächsischen Mühlenstraße. | 28801580 | Weitere Bilder |
| Mühlenstraße 5 53° 18′ 6″ N, 10° 23′ 16″ O           | Wohnhaus Landwirt Rönneburg | Wohnhaus mit rückwärtigem Wirtschaftsteil und westlichem Altenteiler. Eingeschossiger giebelständiger Backsteinbau auf unregelmäßigem Grundriss mit einfacher Giebelauskragung, und Backsteinziersetzung. Giebeldreiecke teils in Zierfachwerk, teils mit vertikaler Boden-Leisten-Schalung unter verschränkten Dächern in roter Doppelmuldenfalzziegeldeckung. Vorgarten mit Lattenzaun. Architekt: Wilhelm Matthies, Bardowick. 1908 (i). | 28801464 |                |
| St. Johannisstraße 3 53° 17′ 55″ N, 10° 23′ 43″ O    | Gildehaus                   | Eingeschossiger Fachwerkbau in Zweiständerbauweise mit Backsteinausfachungen unter Walmdach in Reetdeckung. Errichtet 1651(i). Umbau für die Gemeindeverwaltung. 1939. | 28801369 |                |
| St. Johannisstraße 53° 17′ 47″ N, 10° 23′ 54″ O      | Friedhof                    | | 28801388 |                |
| St. Wilhadistraße 53° 17′ 39″ N, 10° 23′ 49″ O       | Friedhof                    | | 28801523 |                |
| St. Wilhadistraße 13 53° 17′ 33″ N, 10° 23′ 46″ O    | Wohn-/ Wirtschaftsgebäude   | Traufständiger, eingeschossiger Fachwerkbau mit Backsteinausfachung in Pfannendeckung an der Nordseite abgewalmt. Datum auf einem Riegel der Nordseite. Errichtet 1714(i)? | 28801542 |                |
| Vrestorfer Fähre 1 53° 17′ 41″ N, 10° 24′ 2″ O       | Fährhaus                    | Langgestreckter eingeschossiger Fachwerkbau mit Backsteinausfachung unter Satteldach in Hohlpfannendeckung. Westgiebel mit Ziegelpfannenbehang. Errichtet ca. 1800. | 28801085 | BW             |
| Vrestorfer Weg 6 a-c 53° 17′ 54″ N, 10° 24′ 32″ O    | Tagelöhnerhaus              | Eingeschossiger Fachwerkbau mit Backsteinausfachung unter Halbwalmdach in Reetdeckung. Gefache weiß. Errichtet im 19. Jh. | 28801104 | BW             |
| Wittorfer Straße 10 53° 18′ 18″ N, 10° 23′ 18″ O     | Wohn-/ Wirtschaftsgebäude   | Eingeschossiger Backsteinbau auf verputztem Sockel unter auskragendem Satteldach auf Fluggespärre in glasierter Falzziegeldeckung. Zweiachsiger Mittelrisalit mit Zwerchhaus. Türen und Fenster mit profilierter Putzrahmung. Im Norden giebelständiger Wirtschaftsteil angebaut. Errichtet 1904/05. | 28801561 |                |